# Don Quichotte (1933)
Don Quichotte ist ein französischer Spielfilm aus dem Jahre 1932 nach der gleichnamigen Vorlage von Miguel de Cervantes. Unter der Regie von G. W. Pabst spielte Fjodor Chaliapin die Titelrolle des Ritters von der traurigen Gestalt.

## Handlung
Der Film beginnt damit, dass der alternde spanische Grande Don Quichotte begeistert Bücher über die gute alte Zeit der Ritterlichkeit liest und infolgedessen beschließt, als edler Chevalier zu eigenen Abenteuern aufzubrechen. An seiner Seite ist sein treuer Diener Sancho Pansa, dem er unermessliche Schätze verspricht, und der daraufhin sein Knappe wird. Ein fahrender Komödiant, der in einer Herberge gerade in einer Theateraufführung mitwirkt, wird von Don Quichotte gebeten, ihn zum Ritter zu schlagen. Don Quichotte sieht in dem Gaukler den edlen, literarischen Ritter Amadis und bemerkt nicht, dass der Schauspieler sich bald eine Gaudi daraus macht, den hageren Ritter seinem belustigten Theaterpublikum als alten Narren vorzuführen. Die einfachen Leute im Wirtshaus haben jede Menge Spaß, wenn sich Don Quichotte mit seinem altritterlichen Getue der Lächerlichkeit preisgibt. Nicht eben glaubwürdiger wird der so eben zum Ritter Ernannte, als er auch noch eine schlichte Magd dieser Herberge zu seiner Herzdame erklärt und sie kurzerhand Dulcinea nennt.
Gemeinsam mit Sancho Pansa reitet er nun auf seinem Pferd Rosinante seinen Abenteuern entgegen. Ziel seines Tuns ist es, die Ungerechtigkeiten dieser Welt zu beseitigen und die Bösewichte herauszufordern. Eines Tages folgt Don Quichotte der Einladung des Herzogs der Provinz, in der er sich gerade aufhält. Um den Don zur Vernunft zu bringen und ihm die Spinnereien auszutreiben, bittet die herzogliche Nichte ihren Onkel, Quichotte zu einem ritterlichen Turnierduell herausfordern zu lassen, um ihn dabei zu schlagen. Als Don Quichotte feststellen muss, dass er genarrt werden soll, ist er sehr pikiert und reitet erhobenen Hauptes von dannen. Dann endlich hat er „würdige“ Gegner gefunden: Mal ist es eine Schafherde, mal Windmühlen, die ihm gleich einer Armee schurkischer Riesen erscheinen. Ein Windmühlenflügel hebt Quichotte derart hoch in die Luft, dass erst die Staatsmacht einschreiten muss, um den Ritter von der traurigen Gestalt aus seiner misslichen Lage zu befreien. Dabei wird Don Quichotte ernsthaft verletzt.
Nun reicht es, finden die Wohlmeinenden, und bringen den alten, körperlich wie seelisch schwer angeschlagenen Herrn in sein Heim zurück. Beim Zug durch die heimatliche Dorfgemeinde wird er in einem Käfig dem Gespött seiner Heimatgemeinde ausgesetzt. In seinem Haus vernichtet man seine Träume, indem man seine Bibliothek in Brand setzt. Zutiefst erschüttert, stirbt Don Quichotte. Schließlich ist auch das letzte Buch ein Raub der Flammen geworden. Doch dieses letzte Buch, das seine eigene Geschichte erzählt, steigt wie Phönix aus der Asche und erwacht zu neuem Leben. Die Legende von Don Quichotte, dem edlen Ritter, wurde soeben geboren.

## Produktionsnotizen
Don Quichotte war Pabsts zweite Inszenierung seit seiner Übersiedelung nach Paris. Im deutschsprachigen Raum wurde die französische Version gezeigt. Sie entstand zeitgleich mit der englischsprachigen im Herbst 1932. Die Dreharbeiten fanden u. a. am Cap-d’Ail statt. Regisseur Pabst hatte sich im selben Jahr, im Januar 1932, in Frankreich niedergelassen und unmittelbar vor Don Quichotte den Film Die Herrin von Atlantis gedreht.
Die Uraufführung von Don Quichotte fand am 16. März 1933 in Brüssel statt. Zwei Monate darauf, am 25. Mai 1933, lief der Film unter dem leicht veränderten Titel Don Quixote auch in London an. In Österreich lief der Film am 2. Februar 1934 in Wien an. Eine Aufführung im damaligen Deutschen Reich konnte bislang nicht eruiert werden.
In den USA wurde er am 23. Dezember 1934 veröffentlicht. Im Nachkriegs-Deutschland lief der Film erstmals am 19. Februar 1968 in der ARD.
Don Quichotte ist der einzige Tonfilm des berühmten Opernsängers Schaljapin. Der Exilrusse wirkte als einziger Schauspieler in beiden Fassungen mit. Angeblich soll von dem Film auch zeitgleich eine deutschsprachige Fassung gedreht worden sein.
Die Filmbauten stammen von Andrej Andrejew. Der Deutsche Max Pretzfelder, der zuvor schon für Pabsts Die Dreigroschenoper und Die Herrin von Atlantis gearbeitet hatte, entwarf auch für diesen Pabst-Film die Kostüme. Lotte Reiniger zeichnete für die im Film zu sehenden chinesischen Schattenspiele verantwortlich.

## Kritiken
Die Österreichische Film-Zeitung berichtete in ihrer Ausgabe vom 1. April 1933 auf Seite 3 von der Premiere: "Die Berichte über die Uraufführung des neuen G.W. Pabst-Großfilms „Don Quichotte“, mit Fedor Schaljapin in der Titelrolle, sind nicht ganz einheitlich. Während von mancher Seite der Film als ein herrliches Bilderbuch für Erwachsene voll überwältigender Poesie und Stimmung gerühmt wird, heißt es von anderer Seite, dass, obwohl zahllose hochqualifizierte Mitarbeiter, Literaten, Musiker, Techniker zu dieser Arbeit herangezogen und keine Ausgabe gescheut wurde, doch nicht etwas so Vollendetes geschaffen werden konnte, wie es Schaljapins und des Stoffes würdig gewesen wäre. Es heißt, dass der Held des Films als ein den Massen fremder literarischer Wirrkopf erscheine, dessen Taten dem großen Publikum nicht ganz verständlich wären, ein künstlerisch anspruchsvolles Publikum jedoch den Film zu einfach und opernhaft finden würde. Die prachtvolle Gesangskunst Schaljapins wird jedoch durchwegs als große künstlerische Leistung angesprochen. Trotzdem wird der Film als unbedingt sehenswert betrachtet."
Herbert L. Matthews urteilte am 23. April 1933 in der New York Times: „EVERY few months Paris, like all other great film centres, has the opportunity of hailing a really important picture, one which stands out head and shoulders above the usual run, and therefore makes film history. Such a picture has just been released here after months of genuinely interested expectation on the part of both critics and the public. It is G. W. Pabst's "Don Quichotte," with Feodor Chaliapin in the title rôle. […] It was Pabst's part to fill in the background and furnish the medium whereby this Don Quixote was to be introduced to the public, and he has done it with his usual consummate artistry. There are scenes in this picture of breath-taking loveliness, and, best of all, there is an atmosphere which conveys the spirit of the times and the story without the slightest jar to one's sensibilities.“
Georges Sadoul schrieb zu Pabsts Filminszenierungen in Frankreich: „Fast alle waren mittelmäßig („Mademoiselle Docteur“,  „Le Drame de Shanghai“), abgesehen von einem „Don Quichotte“, den er im ersten Jahr des Exils drehte.“
Das Lexikon des internationalen Films befand, dass Pabst die literarische Vorlage des Cervantes höchst einfühlsam in optisch suggestive Bildfolgen um[ge]setzt [habe]. Das Mitgefühl gehört dem „Ritter von der traurigen Gestalt“, mit dessen Schicksal er die Abwesenheit von Ritterlichkeit und Güte beklagt.
Im Dictionnaire du cinéma wird zu Pabsts Inszenierung konstatiert: Le „Don Quichotte“ (1933), qu‘il tourne sera le dernier film encore digne de son grand talent.